# Michelle Donelan
Michelle Donelan (ur. 8 kwietnia 1984 w Whitley) – brytyjska polityk, członek Partii Konserwatywnej. Poseł do Izby Gmin z okręgu Chippenham w latach 2015–2024. Od 5 do 7 lipca 2022 zajmowała stanowisko ministra edukacji w drugim gabinecie Borisa Johnsona. W latach 2022–2023 była ministrem cyfryzacji, kultury, mediów i sportu, zaś w latach 2023–2024 ministrem nauki, innowacji i technologii.

## Życiorys
Ukończyła historię i politykę na University of York.
W 2010 bez powodzenia ubiegała się o mandat posła do Izby Gmin w okręgu Wentworth and Dearne. W kolejnych wyborach w 2015 roku została wybrana posłem w okręgu Chippenham. Uzyskała reelekcję w 2017 i 2019 roku.
Za rządów Borisa Johnsona pełniła kilka wyższych funkcji urzędniczych związanych ze szkolnictwem, m.in. była odpowiedzialna za uniwersytety. 5 lipca 2022 objęła urząd ministra edukacji, z którego zrezygnowała 2 dni później. 6 września 2022 została ministrem cyfryzacji, kultury, mediów i sportu w gabinecie Liz Truss. Utrzymała to stanowisko w gabinecie Rishiego Sunaka. 7 lutego 2023 objęła nowo utworzony urząd ministra nauki, innowacji i technologii. Sprawowała go do czasu dymisji gabinetu 5 lipca 2024, z przerwą na urlop macierzyński (od 28 kwietnia do 20 lipca 2023).
W związku ze zmianą granic jej okręgu wyborczego, w wyborach w 2024 kandydowała z nowo utworzonego okręgu Melksham and Devizes, nie uzyskując jednak mandatu.